# Santiago Suchilquitongo
Santiago Suchilquitongo är en kommunhuvudort i Mexiko.   Den ligger i kommunen Santiago Suchilquitongo och delstaten Oaxaca, i den sydöstra delen av landet, 300 km sydost om huvudstaden Mexico City. Santiago Suchilquitongo ligger 1 675 meter över havet och antalet invånare är 6 314.
Terrängen runt Santiago Suchilquitongo är kuperad åt nordväst, men åt sydost är den platt. Runt Santiago Suchilquitongo är det ganska tätbefolkat, med 230 invånare per kvadratkilometer. Närmaste större samhälle är San Pablo Etla, 18,4 km sydost om Santiago Suchilquitongo. I omgivningarna runt Santiago Suchilquitongo växer huvudsakligen savannskog.